# Идзиковский, Владислав Леонович
Влади́слав Лео́нович Идзико́вский (1864, Киев — 10 июня 1944, Варшава) — издатель, сын Леона Идзиковского, продолжатель дела фирмы «Леон Идзиковский» с многочисленными филиалами в Киеве, Москве, Петербурге, Варшаве.

## Биография
Владислав Леонович родился в 1864 году. Он был членом Киевского отделения Императорского музыкального общества. В 1920 году его фирма была отобрана большевиками, и Владислав Идзиковский эмигрировал в Польшу. В Варшаве он продолжал издательское дело вплоть до своей смерти в 1944 году.

## Здания
- По ул. Крещатик, 29 с 1896 по 1918 год была расположена библиотека Идзиковского. Теперь на этом месте расположена станция метро "Хрещатик". Библиотека Идзиковского на Хрещатике многократно упоминается в "Повести о жизни" К. Г. Паустовского (книга первая, "Далекие годы").
- Книжный магазин на Крещатике, 29 (Впоследствии магазин переехал, а на месте одноэтажного здания был построен жилой дом по проекту арх. И. Каракиса.)

## Некоторые издания фирмы Идзиковского

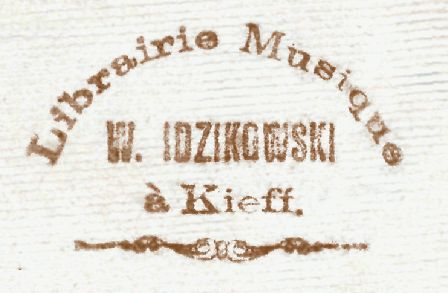
Шрифтовой штемпель книжного магазина В. Л. Идзиковского.

- «Военная песенка» (сл. и муз. В. Сабинина). Киев-Варшава, издатель Леон Идзиковский, 1915.
- Г. Березовский, А. Френкель: Молчи, грусть, молчи! Романс — Издатель Леон Идзиковский, 1915.
- Стенька Разин. Приволжская степь. Арр А. Овенберга. Издательство Леон Идзиковский.
- Лисенко М., Ой, не гаразд Запорожци. (для хора). Сборник украинских песен. Выпуск второй.
- Лисенко М., Ой у лузи та и при берези, з хором. Сборник украинских песен. Выпуск первый.
- Стенька Разин. Приволжская песня для фортепиано в арр. А.Овенберга. Киев Собственность издателя. Издатель Леон Идзиковский 1916 г.